# George Arliss
George Arliss (Londen, 10 april 1868 – aldaar, 5 februari 1946) was een Engels acteur. Hij begon zijn carrière in het theater, en maakte zijn filmdebuut in 1921 in The Devil. In datzelfde jaar speelde hij de hoofdrol in Disraeli, een film over het leven van de voormalige Britse premier Benjamin Disraeli. Het was een verfilming van het gelijknamige toneelstuk waarin Aldiss in 1911 ook al de hoofdrol had gespeeld. Een nieuwe versie van Disraeli werd uitgebracht in 1929, en Arliss kreeg een Oscar voor beste acteur. Hij maakte in zijn carrière de overstap van de stomme film naar de geluidsfilm. In 1930 kreeg hij een Oscarnominatie voor zijn rol in The Green Goddess, een remake van de stomme film The Green Goddess waarin hij dezelfde rol had.
Andere films waarin Aldiss verscheen zijn onder andere de historische Alexander Hamilton (1931), Voltaire (1933) en Cardinal Richelieu (1935).
Aldiss publiceerde een tweedelige autobiografie, Up the years from Bloomsbury (1927) en My ten years in the studios (1940).
Hij heeft een ster in de Hollywood Walk of Fame bij 6648 Hollywood Blvd.
- Bibliothèque nationale de France: cb14659582h (data)
- Gemeinsame Normdatei: 129650730
- International Standard Name Identifier: 0000 0003 6851 6305
- Library of Congress Control Number: no89006300
- MusicBrainz: b08ca68f-f986-42f3-9ab0-5f30f1b4c40c
- Nationale Bibliotheek van Israël: 987007257848305171
- Nederlandse Thesaurus van Auteursnamen: 191347957
- SNAC: w600041x
- Système universitaire de documentation: 118255940
- Virtual International Authority File: 44563073
- WorldCat: E39PCjHqdrQfCTGQRYy8WBrkcK